# Svatopluk I. (Mähren)

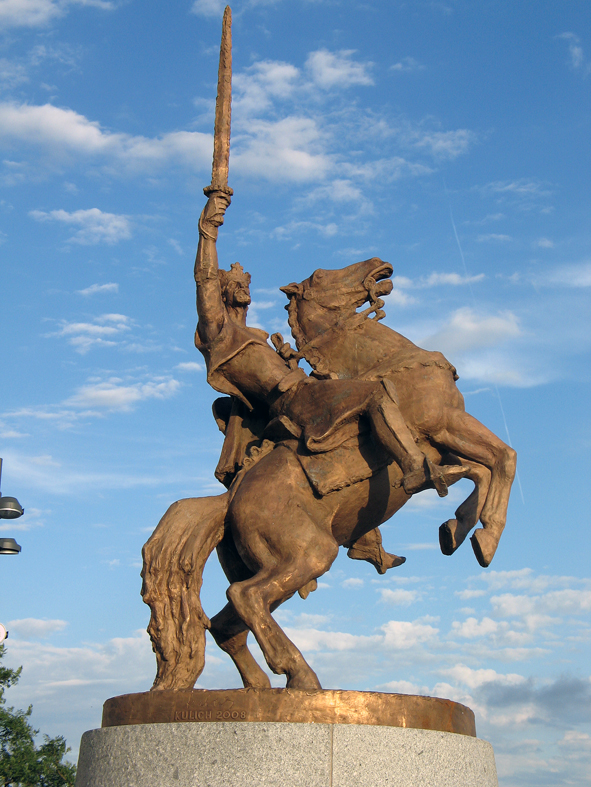
Reiterstandbild von Svatopluk I. auf der Bratislavaer Burg

Svatopluk I. oder Sventopluk I. (lateinisch: Zwentibald, altslawisch: Свѧтопълкъ / wiss. Transliteration Svętopъłkъ, griechisch: Sphendoplokos, slowakisch: Svätopluk I.; * unbekannt; † 894) aus der mährischen Herrscherdynastie der Mojmiriden, war von 870/71 bis 894 der Fürst (dux) von Mähren, allerdings wird er in zeitgenössischen Quellen ab Mitte der 880er Jahre auch als König (rex) bezeichnet.
Nachdem er sich im Frieden von Forchheim 874 vorläufig mit den Ostfranken geeinigt hatte, begann Svatopluk mit einer Eroberungs- und Christianisierungspolitik gegenüber den benachbarten slawischen Stämmen, von welcher später zunehmend auch das Ostfrankenreich betroffen war. In der Folge erlebte Mähren seine größte territoriale Ausdehnung und den Aufstieg zu einer mitteleuropäischen Großmacht.
Kirchenpolitisch trat Svatopluk für ein gutes Verhältnis zum Papst ein und stellte im Jahr 880 Mähren unter das päpstliche Patronat, womit er vom Heiligen Stuhl de facto auf eine Stufe mit den ostfränkischen Königen gestellt wurde. Als Unterstützer des lateinischen Klerus ließ Svatopluk nach dem Tod des mährischen Erzbischofs Method auf Geheiß von Papst Stephan V. im Jahr 885 die altslawische Liturgie in seinem Reich verbieten, welche unter seinem Vorgänger Rastislav eingeführt worden war, und billigte die Vertreibung der slawischen Priester aus seinem Land.
Nach Svatopluks Tod im Jahr 894 folgtem ihm seine Söhne Mojmir II. und Svatopluk II. als mährische Herrscher nach.

## Herkunft und politische Karriere bis 870

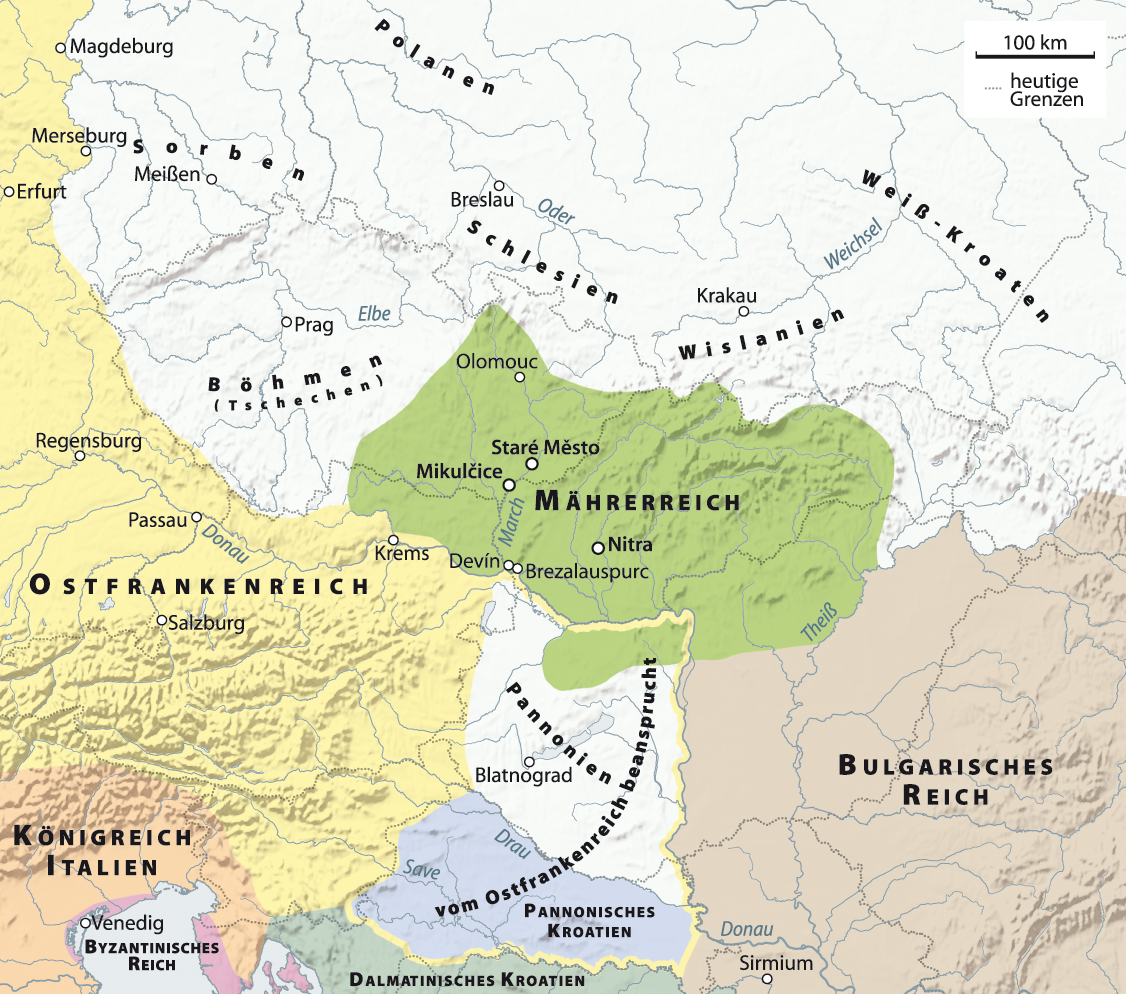
Das Mährerreich unter Rastislav

In den zeitgenössischen Quellen wird Svatopluk das erste Mal 869 erwähnt. Zu diesem Zeitpunkt herrschte er bereits über ein eigenes „regnum“, was in der fränkischen Terminologie ein souveränes (wenn auch nicht immer unabhängiges) Gebiet eines Herrschers bezeichnete. Lokalisiert wird dieses „regnum“ in der heutigen Westslowakei, sein Zentrum wird entweder bei der Burg Bratislava oder bei Nitra vermutet. Dieses „regnum“ wurde 869 von Karlmanns Heer verwüstet. Svatopluk wird hier als Rastislavs Neffe bezeichnet. Erwähnt wird er auch in den päpstlichen Bullen Papst Hadrians II. von 869 und 870. In der ersten Bulle bestätigte der Papst die Verwendung der slawischen Liturgie und entsandte Method nach Mähren als dessen Legaten für die slawischen Länder. In der zweiten ging es um die Entsendung Methods als Erzbischof für die Länder Rastislavs, Svatopluks und Kocels.
867, nach intensiven ostfränkischen Angriffen, machte Rastislav Svatopluk zum Lehensherren des Fürstentums Nitra. Dadurch sollte die Verteidigung gegen die Ostfranken verbessert werden und Svatopluks politische Macht wuchs. Es kam de facto zu einer Aufteilung des Mährerreiches in zwei Teile.
Sowohl Rastislav als auch Svatopluk mussten 868 und 869 weitere Angriffe abwehren.

## Fürst von Mähren (870 bis 894)

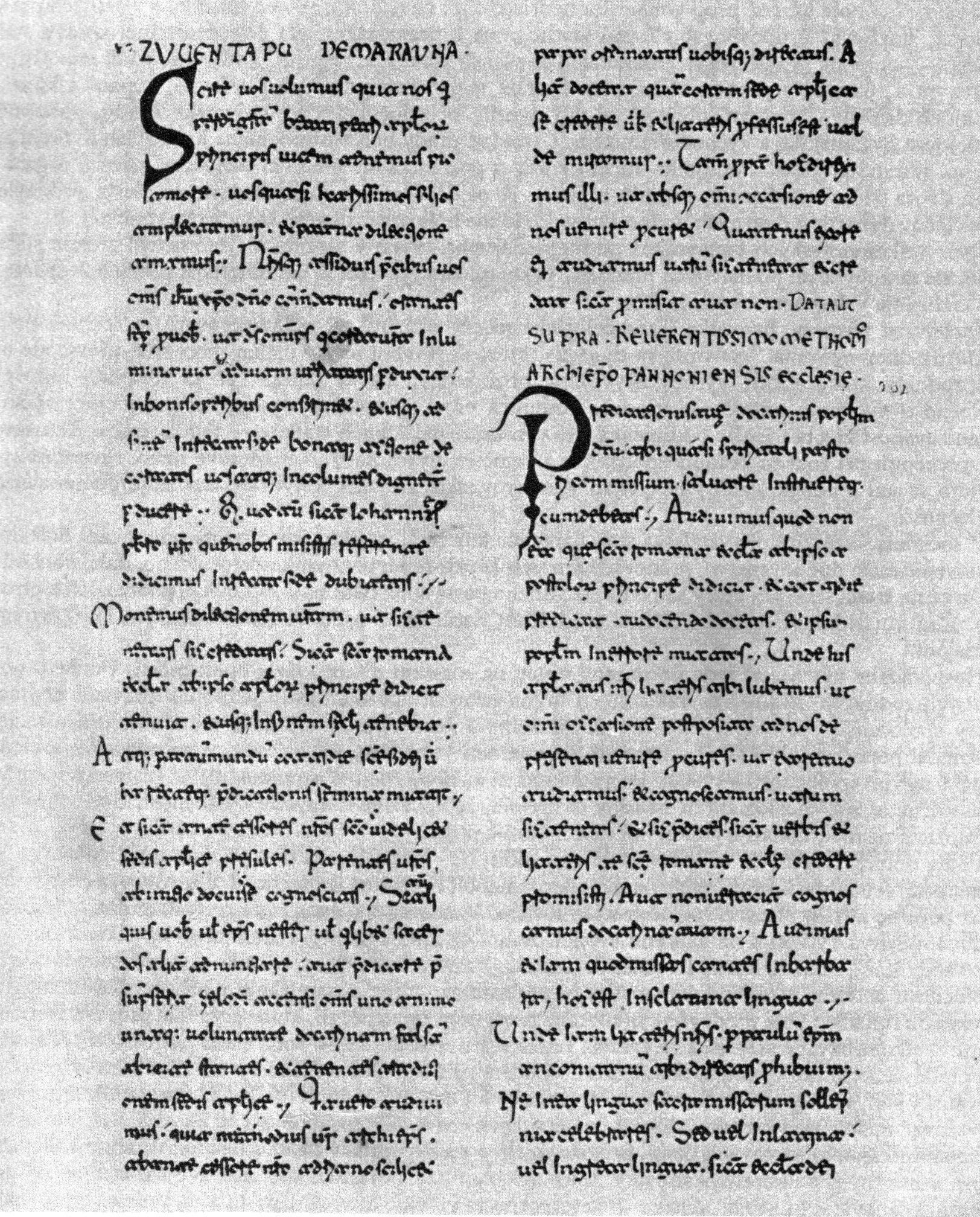
Schreiben Johanns VIII. Scire vos volumus an Svatopluk von 879 aus Reg. Vat. 1

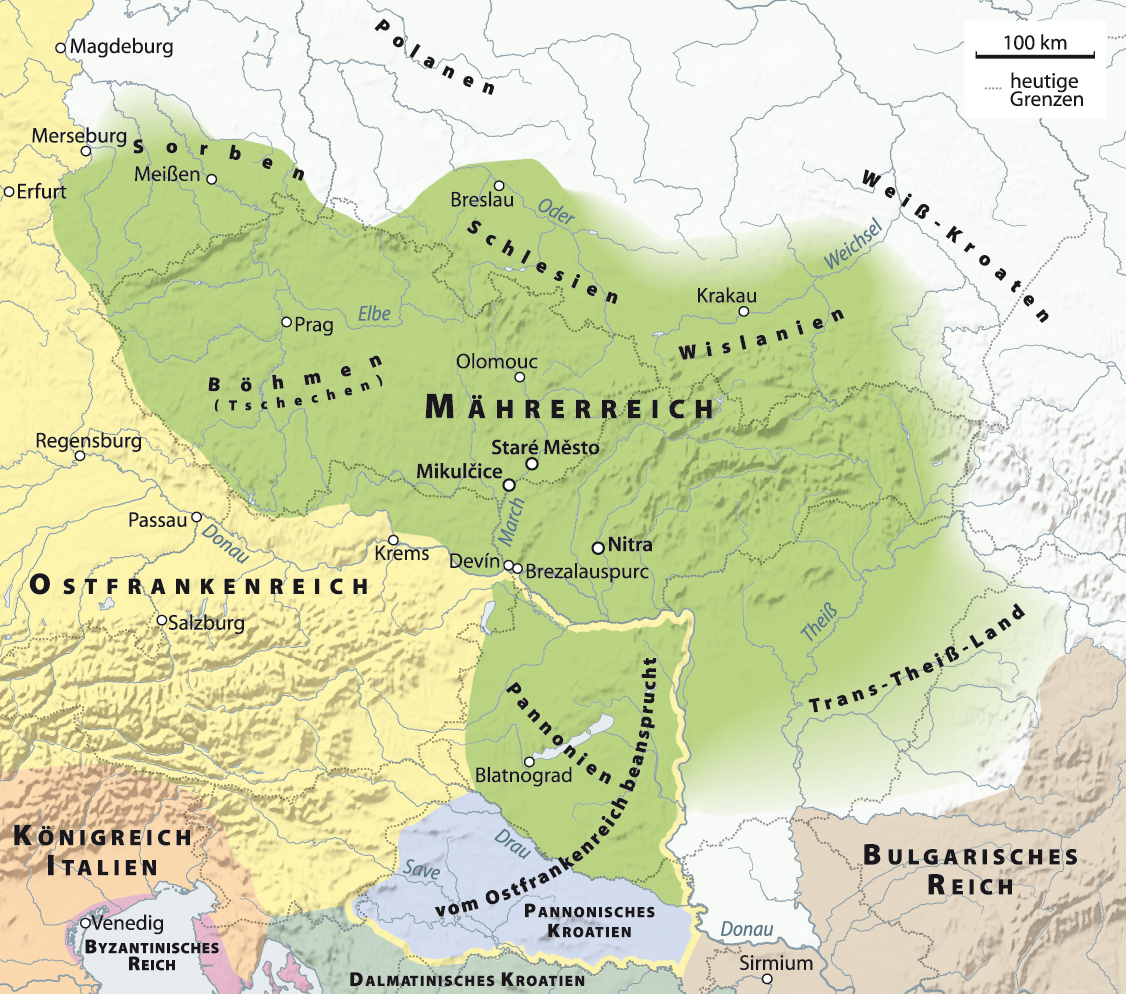
Ungefähre Grenzen Mährens bzw. des mährischen Einflussgebietes unter Fürst Svatopluk.

### Außen- und Eroberungspolitik
870 stellte Svatopluk sein Fürstentum jedoch unter den Schutz des Ostfränkischen Reiches und kündigte Rastislav den Gehorsam. Dieser versuchte Svatopluk zu ermorden und seinen Einfluss auf dessen Fürstentum wiederzugewinnen. Svatopluk gelang es jedoch seinerseits, Rastislav gefangen zu nehmen und ihn darauf den Ostfranken (Karolingern) als langjährigen Gegnern Rastislavs zu übergeben. Rastislav wurde aufgrund eines Gerichtsurteils geblendet und starb in einem bayrischen Kloster.
Die Franken schickten zudem eigene Leute (die Grafen Wilhelm II. und Engelschalk I.) als Regenten in Rastislavs Reich (also Westmähren). Svatopluk in der Slowakei (also Ostmähren), der gehofft hatte, nun selbst über das ganze Mährerreich zu herrschen, wollte diese ostfränkische Okkupation nicht akzeptieren. Er wurde jedoch zusammen mit dem heiligen Method eingesperrt.
871 kam es infolge der aufgezwungenen Frankenherrschaft im Mährerreich zum Volksaufstand. Dessen Führer war vermutlich ein gewisser Slavomír. Ludwig der Deutsche schickte zur Niederschlagung des Aufstandes ein Heer, das aber geschlagen wurde. Daraufhin organisierte Ludwig einen zweiten Zug, der vom aus der Haft entlassenen Svatopluk angeführt wurde. Dieser versprach dem fränkischen Herrscher, den Aufstand niederzuschlagen. Als das fränkische Heer die mährische Feste erreichte, lief Svatopluk zu den Aufständischen über und übernahm die Befehlsgewalt. Das fränkische Heer wurde vernichtend geschlagen und Svatopluk konnte Fürst des Mährerreiches werden.
Svatopluk musste 871 und 872 fränkische Angriffe abwehren. 874 wurde zwischen den Botschaftern Svatopluks und Ludwig des Deutschen der Forchheimer Frieden geschlossen. Svatopluk verpflichtete sich, dem Ostfränkischen Reich Abgaben zu zahlen, und erkannte formell dessen Herrschaft an. Dennoch hatte er durch die Ruhe mit seinem stärksten Gegner nun die Möglichkeit, das Gebiet des Mährerreiches zu vergrößern und in ein Reich umzuwandeln. Die Expansion wurde durch die kulturellen Errungenschaften vereinfacht. Bereits 874 gehörte ihm die Gegend entlang des oberen Laufes des Flusses Weichsel. Weiter nahm er das heutige Nordmähren um Opava ein. 880 kam Schlesien und 881 das heutige Ostungarn an der mittleren Theiß (damals bulgarisches Gebiet) dazu, ab 890 waren auch Böhmen (Fürstentum der Přemysliden) sowie die Lausitz (Lausitzer Sorben) Teil seines Reiches.
882 fiel Svatopluk als Verbündeter des Ostfränkischen Herrschers Karl III. in die bairische Ostmark ein und verjagte die Markgrafen Wilhelm und Engelschalk. Diese verbanden sich mit Arnulf von Kärnten in Pannonien, der sich gegen Svatopluk mit den Bulgaren verband. Svatopluk schlug Bulgarien und schloss 883 und 884 sogar das Pannonische Fürstentum – Teil des Gebiets des Arnulf von Kärnten – seinem Reich an. Diesen Schritt ließ er sich von Karl III. mit einem Vertrag im Sommer von 884 auf dem Chuomberg (mons Comianus) in der Nähe des Wienerwalds bestätigen. Gleichzeitig wurde abermals ein Frieden zwischen dem Ostfrankenreich und dem Mährerreich ausgehandelt, und die Stellung des mährischen Herrschers wurde weiter gefestigt. 885 versöhnte sich Svatopluk auch mit Arnulf – einerseits, weil bereits klar war, dass Arnulf der neue ostfränkische König werden würde (887) und andererseits, weil Svatopluk der Patenonkel von Arnulfs unehelichem Sohn Zwentibold (Zuentibold, d. h. Svatopluk), dem späteren König von Lothringen, war. Trotz des Friedens kam es 888 und 889 wegen Pannonien wiederum zu Konflikten zwischen Arnulf von Kärnten und Svatopluk. Durch jenen Zuentibold gelangte auch das heutige, von Cyrill und Methodius in die Slowakei gebrachte slowakische Staatswappen als das sogenannte lothringische Kreuz nach Lothringen.
888 starb der Přemyslid Bořivoj I. und Svatopluk übernahm die direkte Macht in Böhmen in Stellvertretung Bořivojs minderjähriger Söhne. Die Machtübernahme wurde durch König Arnulf 890 auf dem Omuntesperch (Amandhegy-Pannonhalma oder Omuntesdorf) bestätigt. Allerdings annullierte Arnulf den Vertrag 892 und zog mit seinen Verbündeten, diesmal verstärkt durch Ungarn, gegen Svatopluk. Diese und zwei weitere Angriffe 892 und 893 konnte der mährische Heeresführer niederschlagen.

### Kirchenpolitik
Hauptartikel: Method von Saloniki

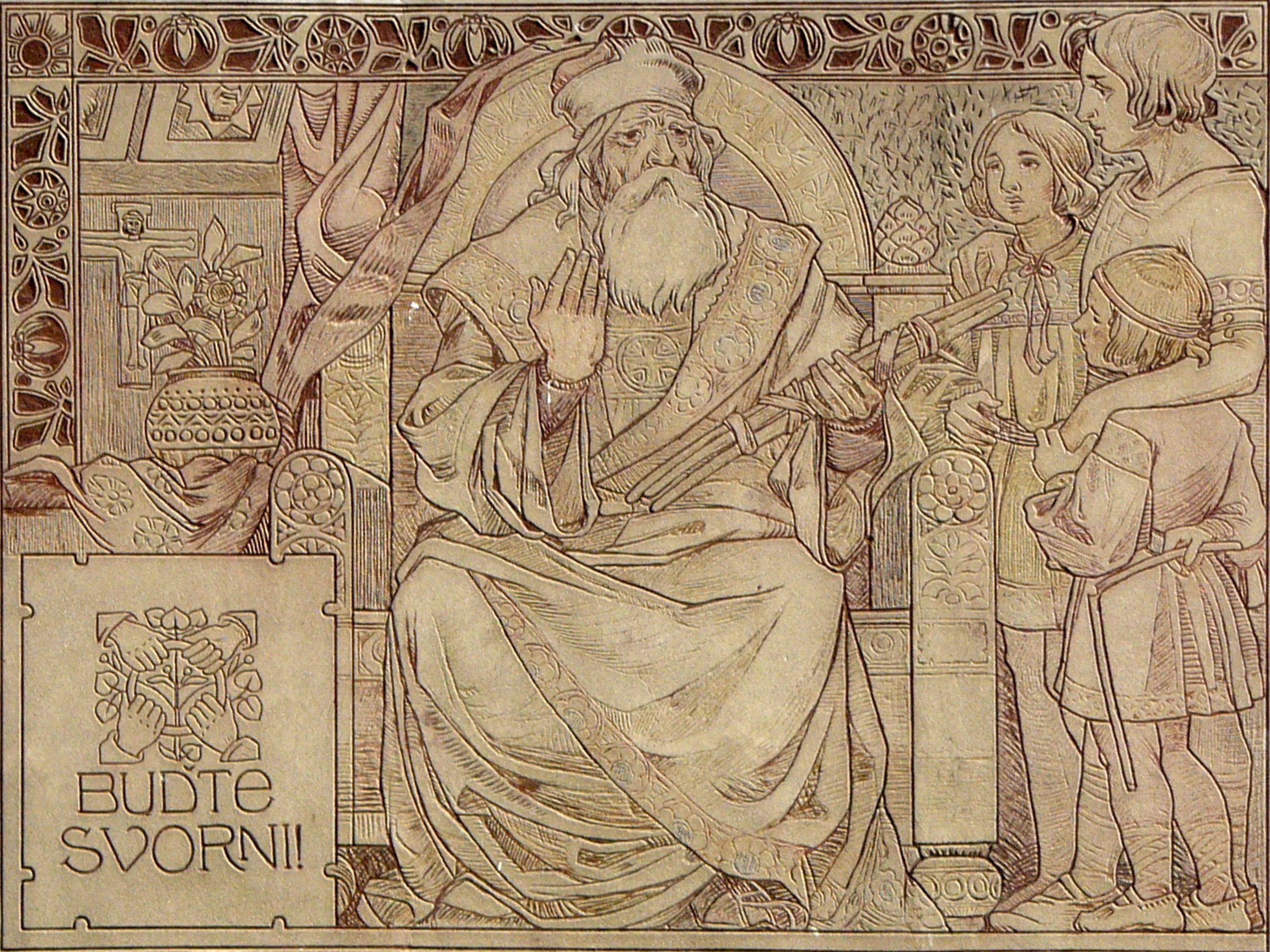
Svatopluk mit seinen drei Söhnen und drei Zweigen, nach der Legende von Svatopluks Zweigen

Svatopluk führte bedeutende gesellschaftliche und militärische Reformen durch. Das Mährerreich bestätigte damit seine starke Stellung in Mitteleuropa. Reformiert wurde 880 auch die mährische kirchliche Verwaltung. Maßgeblich war dabei das Bistum in Nitra mit Bischof Wiching (einem schwäbischen Mönch), das dem Erzbischof Method unterstellt war. Das Mährerreich wurde im gleichen Jahr zum Lehen des Heiligen Stuhles. Dies bedeutete eine gleichrangige Stellung wie das Ostfränkische Reich. Svatopluk selbst wurde dadurch de iure zum König (obwohl er vorher schon bisweilen als rex bezeichnet wurde). Etwa ein Jahr später wurde in Nitra (Neutra) das erste Kloster in der heutigen Slowakei gegründet.
Im Jahr 880 wurde er von Papst Johannes VIII. als einziger slawischer Herrscher der Geschichte in einem Brief mit der kaiserlichen Anrede „einziger Sohn“ (unicus filius) angesprochen.
Gegen Ende seiner Herrschaft hat der Papst nach einer komplizierten Entwicklung und nach Methods Tod (885) die slawische Liturgie Methods (Altkirchenslawisch) verboten. 886 wurden daraufhin von Wiching und von päpstlichen Gesandten die Schüler Methods aus dem Mährerreich verbannt. 891 verließ Wiching Nitra und begab sich in das Ostfrankenreich, wo er später Kanzler des Kaisers wurde.
Svatopluk selbst blieb bei diesen kirchlichen Streitigkeiten eher neutral, aber persönlich war ihm – wie es ein päpstlicher Brief explizit bestätigt – die lateinische Liturgie lieber. Zum Schluss unterstützte er Wiching und die lateinischen Priester. 885 verbot Papst Stephan V. neuerlich den Gebrauch der slawischen Sprache in der Liturgie.

### Tod und Nachfolge
Fürst Svatopluk starb 894. Auf seinem Totenbett forderte er seine Söhne zum Widerstand gegen die Ostfranken auf. Er bestärkte sie in dem Bemühen, die Macht im Mährerreich zu halten.
Sein erster Sohn Mojmir II. wurde nach Svatopluks Tod Herrscher des Reiches. Der zweite Sohn Svatopluk II. erhielt als Lehen das Fürstentum Nitra und der dritte Sohn Predslaus vermutlich Bratislava (Pressburg). Nach 894 kam es zwischen Mojmir II. und Svatopluk II. zu Streitigkeiten und es begann der Zerfall des Mährerreiches.

## Rezeption
Die 1959 fertiggestellte, 1960 in Bratislava uraufgeführte Oper Kráľ Svätopluk (König Svatopluk) des slowakischen Komponisten Eugen Suchoň handelt von Svatopluks Leben. Das Libretto wurde von Ivan Stodola, Eugen Suchoň und Jela Krčméry verfasst. Auf Grundlage der Oper folgte dann im Jahr 1989 der Film Svätopluk unter Regie des slowakischen Regisseurs Jozef Zachar.
Im Jahr 2010 wurde vom slowakischen Premierminister Robert Fico (2006–2010, 2012–2018 und seit 2023) ein monumentales Reiterstandbild Svatopluks I. auf der Burg Bratislava enthüllt, welches insbesondere gegen Ungarn gerichtet war. Dabei wird insbesondere betont, dass Svatopluk I. vor dem ungarischen König Stephan I. lebte und herrschte, als Absage an die Gebietsansprüche ungarischer Nationalisten. Deswegen wurde am 6. Juni 2010, sechs Tage vor der Nationalratswahl in der Slowakei 2010 (und am 90. Jahrestag des Vertrags von Trianon), eine Reiterstatue des Svatopluk in Anwesenheit des Premierministers, Parlamentspräsidenten und Staatspräsidenten enthüllt – was auf heftige Kritik von Aktivisten und Künstlern stieß. Kritisiert wurde vor allem die Wahl des Bildhauers Ján Kulich, der als eine der führenden Figuren der Normalisierung (1969–1989) auftrat. Auch die Platzierung (Burg Bratislava) und die Tatsache, dass außer der regierenden Partei Smer-SD andere Parteien fast nicht anwesend waren, wurden bemerkt.